# تام کوئین
تام کوئین (انگلیسی: Tom Quinn؛ ‏ ۲۸ آوریل ۱۹۳۴ – ۵ ژانویهٔ ۲۰۱۴) بازیگر اهل ایالات متحده آمریکا بود.

## گزیدهٔ فیلم‌شناسی

### سینما
- فراتر از قانون
- پادشاه کولی‌ها
- صداها
- ...و عدالت برای همه
- پرونده پلیکان
- لیگ برتر ۲
- توطئه سایه
- دشمن ملت
- همر
- سه روز آینده
- سوپر ۸
- میمون می‌درخشد

### تلویزیون
- شنود (۲۰۰۲)